# نبرد فری‌بریج
نبرد فری‌بریج (انگلیسی: Battle of Ferrybridge) در ۲۸ مارس ۱۴۶۱ به وقوع پیوست که تعامل مقدماتی میان خاندان‌های یورک و لنکستر قبل از نبرد بزرگتر یعنی نبرد تاوتون می‌باشد که در طول دوران جنگ‌های داخلی انگلستان موسوم به جنگ رزها درگرفت
پس از اعلام پادشاهی، ادوارد چهارم به همراه یک نیروی بزرگ برای رسیدن به موقعیت لنکسترها به سمت شمال حرکت کرد، لشکر او در پشت رودخانهٔ ایر در یورک‌شر در حال حرکت بود، در ۲۷ مارس، ارل واریک که طلایه‌دار (جلودار) سپاه بود، قصد عبور از پل رودخانه را داشت اما به دلیل اینکه لنکسترها پیش از آن برای ایجاد موانع در سر راه سپاه یورک آن را خراب کرده بودند، ارل واریک مجبور به پل زدن شد و در این راه تلفات بسیاری داشت و مردان زیادی را از دست داد، آنها گرفتار سرما و تگرگ زمستانی و آب‌های یخ‌زده بودند و در همان حال از سمت دیگر رودخانه، یک نیروی کوچک اما مصمم لنکسترها که از آن مراقبت می‌کرد به شکل مداوم نیروی یورک‌ها را که مشغول ساخت و ساز بودند مورد اذیت و آزار قرار می‌دادند
وقتی عملیات احداث پل جدید به اتمام رسید و نخستین نیروی یورک‌ها از آن عبور کرد دیگر اثری از نیروهای لنکستر نبود، واریک مردان خودش را مجبور به ادامهٔ ساخت و ساز و تعمیر پل نمود در همان حال یک اردوگاه را هم در سمت شمال رودخانه بر پا نمود.